# Seven Seas of Rhye…
A Seven Seas of Rhye… a tizedik, utolsó dal a brit Queen rockegyüttes 1973-as Queen albumán. A szerzője Freddie Mercury énekes volt.
A dal egy rövid, alig több mint egyperces zongoraszóló, jellegzetes, hamar felismerhető zongoramotívummal. A mű adta az alapját a mintegy fél évvel később, 1974 márciusában megjelenő Seven Seas of Rhye című dalnak a Queen II albumon. Már a legelső albumra is a kész dalt akarták felvenni, de az idő hiánya miatt nem tudták befejezni, és nem akarták félbehagyni, így félkészen vették fel. Felmerült egy olyan ötlet is, hogy a következő albumot majd dal teljes változatával indítják, hogy legyen egy látványos kapcsolódási pont, de a teljes változat végül a Queen II végére került. A felvételen ugyanúgy megtalálható az elektromos gitár, a basszusgitár és a dob, maga a bevezető utáni „törzs” pedig leginkább a végleges szám befejezéséhez hasonlít – azzal a különbséggel, hogy a zongoraszólam egy oktávval lejjebb szól. A dal címe utalás egy Mercury gyermekkorában kitalált fantáziavilágra, a "Rhye királyságra". Az együttes több korabeli és későbbi dala hasonlóan misztikus témájú: My Fairy King, Great King Rat, Ogre Battle, Seven Seas of Rhye, The Fairy Feller’s Master-Stroke, Lily of the Valley.
A My Fairy King mellett ez volt a másik dal, amelyet nem játszottak a korai koncerteken.

## Közreműködők
- Roger Taylor: Ludwig dobfelszerelés
- John Deacon: Fender Precision Bass
- Brian May: Red Special
- Freddie Mercury: Bechstein zongora